# Cyclogonia serenula
Cyclogonia serenula är en insektsart som beskrevs av Gustav Breddin 1901. Cyclogonia serenula ingår i släktet Cyclogonia och familjen dvärgstritar. Inga underarter finns listade i Catalogue of Life.